# Gimbach (Liederbach)
Der Gimbach ist ein etwa zwei Kilometer langer rechter und westlicher Zufluss des Liederbachs.

## Name
Der Namensteil 'Gim' leitet sich aus dem Männernamen Ginno ab. Der Name „Gynnenbach“ wird zum ersten Mal 1287 erwähnt. Er bedeutet „zum Bache des Ginno“.

## Geographie

### Verlauf
Der Gimbach entsteht westlich von Kelkheim aus drei Quellbächen, welche südlich und nördlich der traditionellen Landgaststätte Hof Gimbach, entspringen. Die drei Quellbäche vereinigen sich noch westlich der Straße Zum Gimbacher Hof. Das Bächlein verläuft am Stadtrand von Kelkheim, nördlich der Gimbacherweges, durch Felder und Wiesenfluren, bis es bei der Straße Im Förstergrund, das Stadtgelände von Kelkheim erreicht. Dort wird der Gimbach von der linken Seite durch ein Bächlein aus dem Naturschutzgebiet Barthelsteiner Grund verstärkt. An der Ecke Gundelhardtstraße / Altkönigstraße fließt der Gimbach nur noch unterirdisch in der Kanalisation weiter. Bis 1900 floss er offen durch die Friedrichstraße, die Bahnstraße, den Haingraben und die Töpferstraße bis zu seiner Mündung in den Liederbach.

### Einzugsgebiet
Das Einzugsgebiet des Gimbachs liegt im Vortaunus und wird über den Liederbach, den Main und den Rhein zu Nordsee entwässert.
Es grenzt
- im Westen an das des Mainzuflusses Schwarzbach
- und im Nordwesten an das des Fischbachs, einem Zufluss des Schwarzbachs.

Die höchste Erhebung ist der 451 m ü. NHN hohe Staufen.
Am Oberlauf dominiert Mischwald, am Mittellauf Felder und Wiesen und am Unterlauf das Siedlungsgebiet der Stadt Kelkheim.

## Bildergalerie

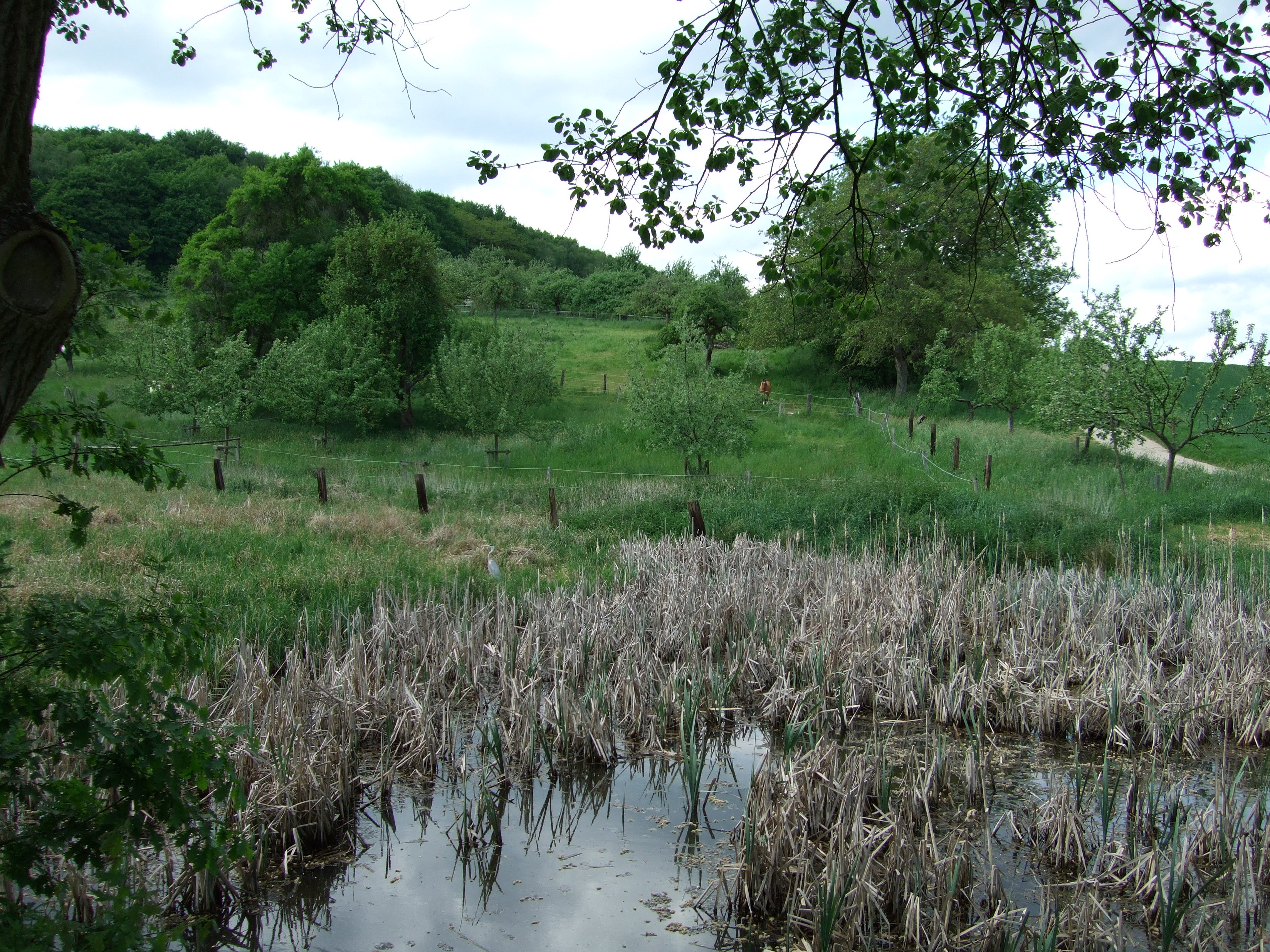
Tümpel am Gimbach mit Reiher
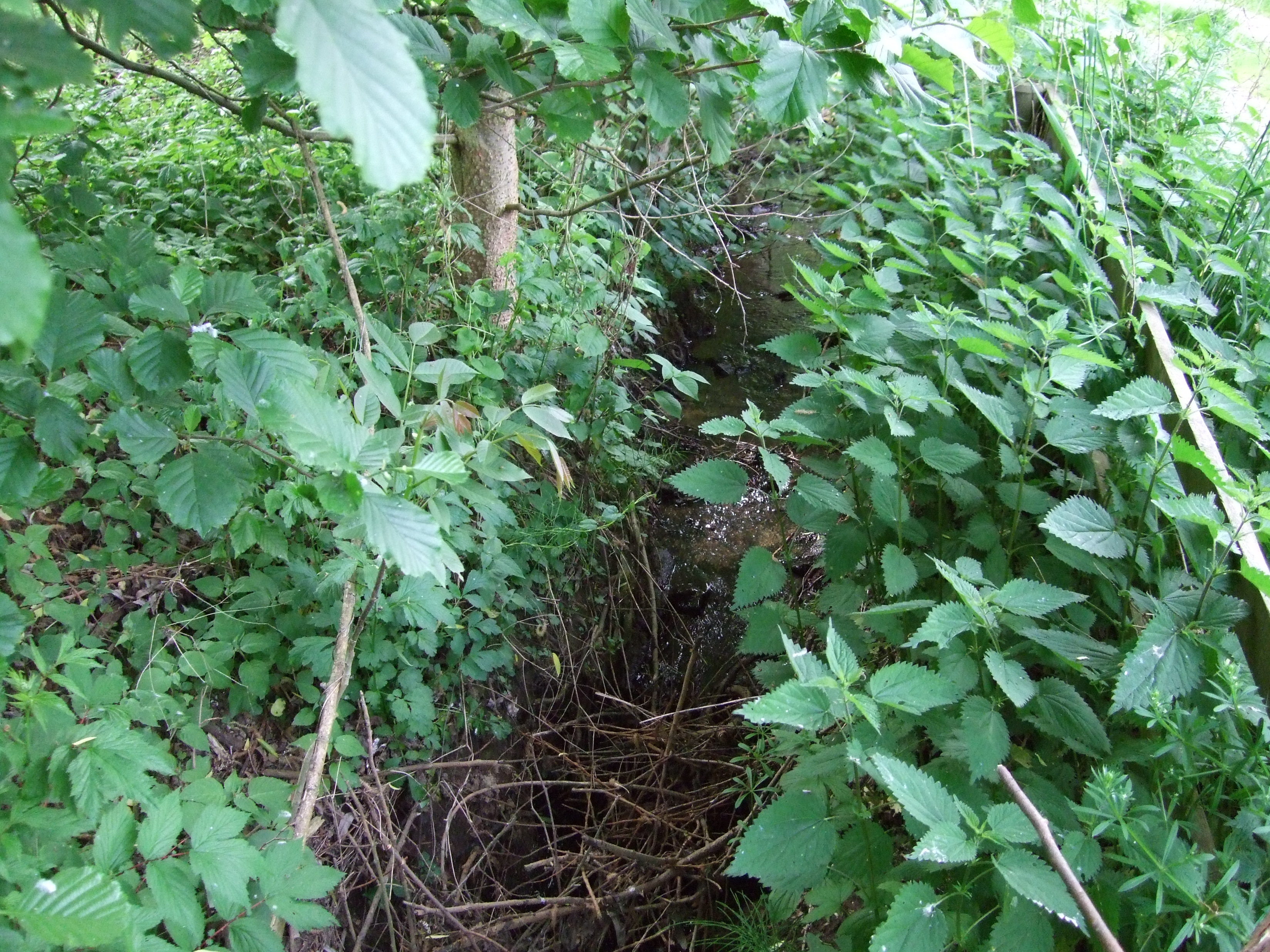
Gimbach
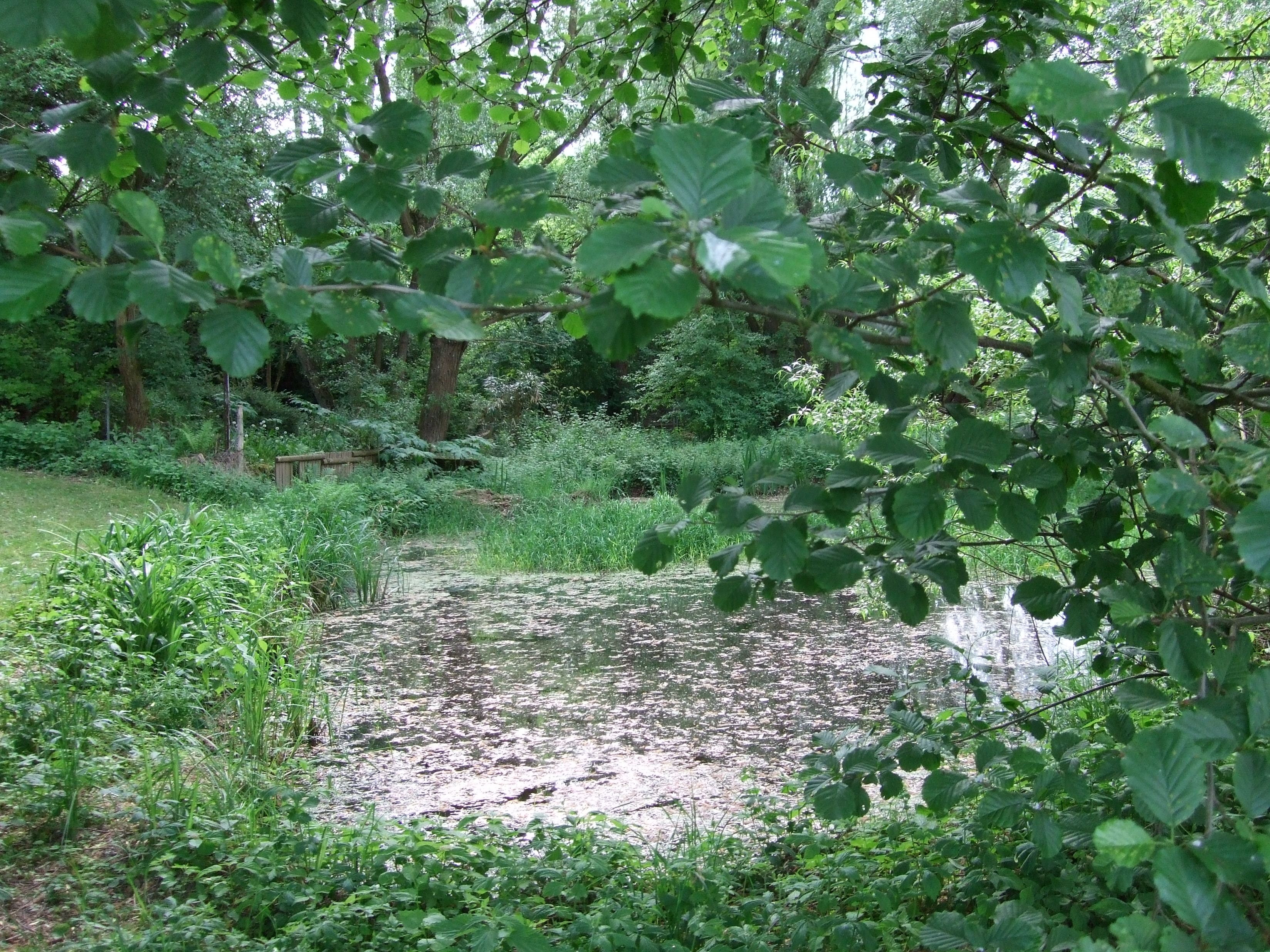
Kleiner Teich am Gimbach
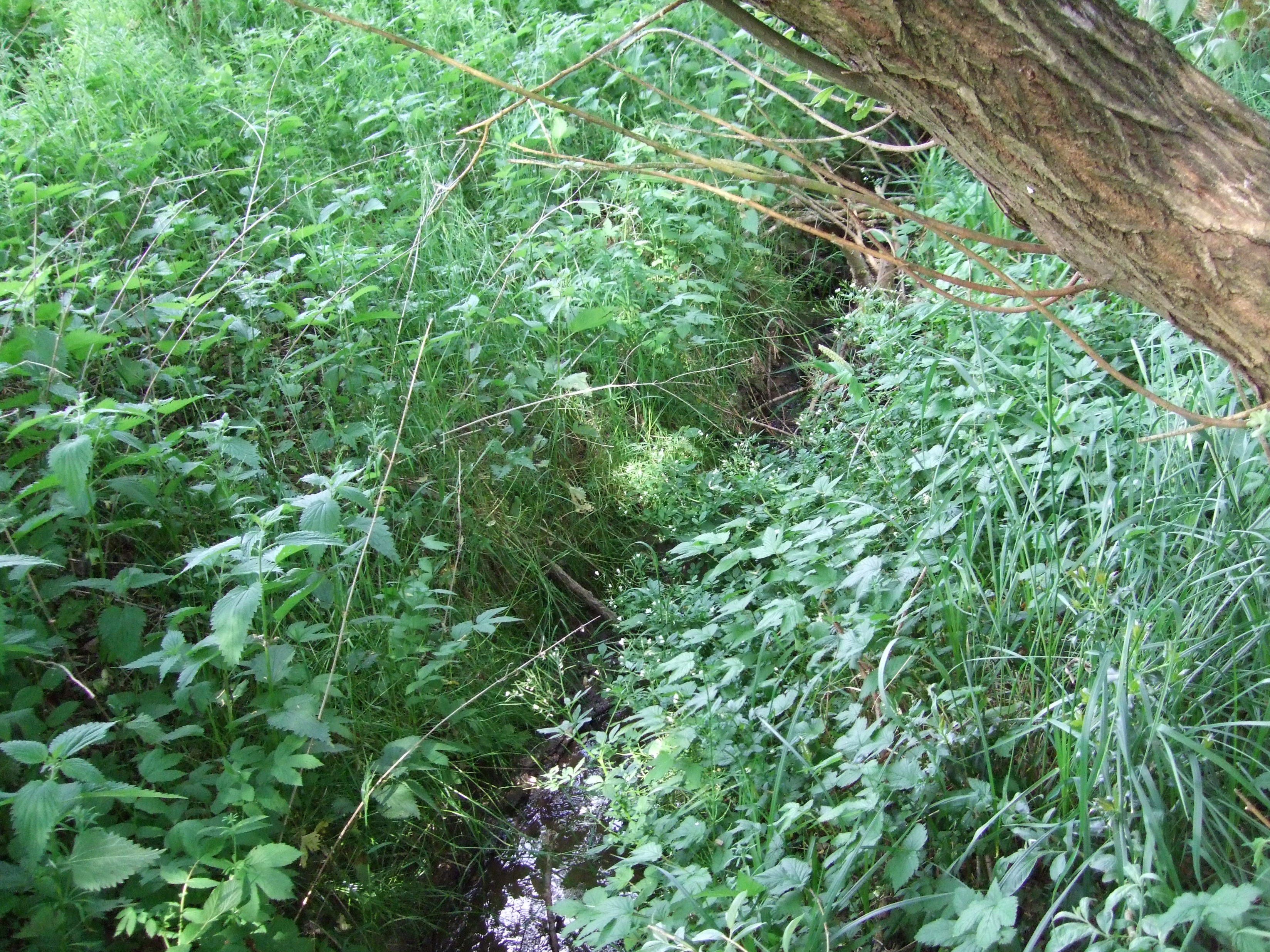
Gimbach (kurz vor dem Kelkheimer Stadtgebiet)
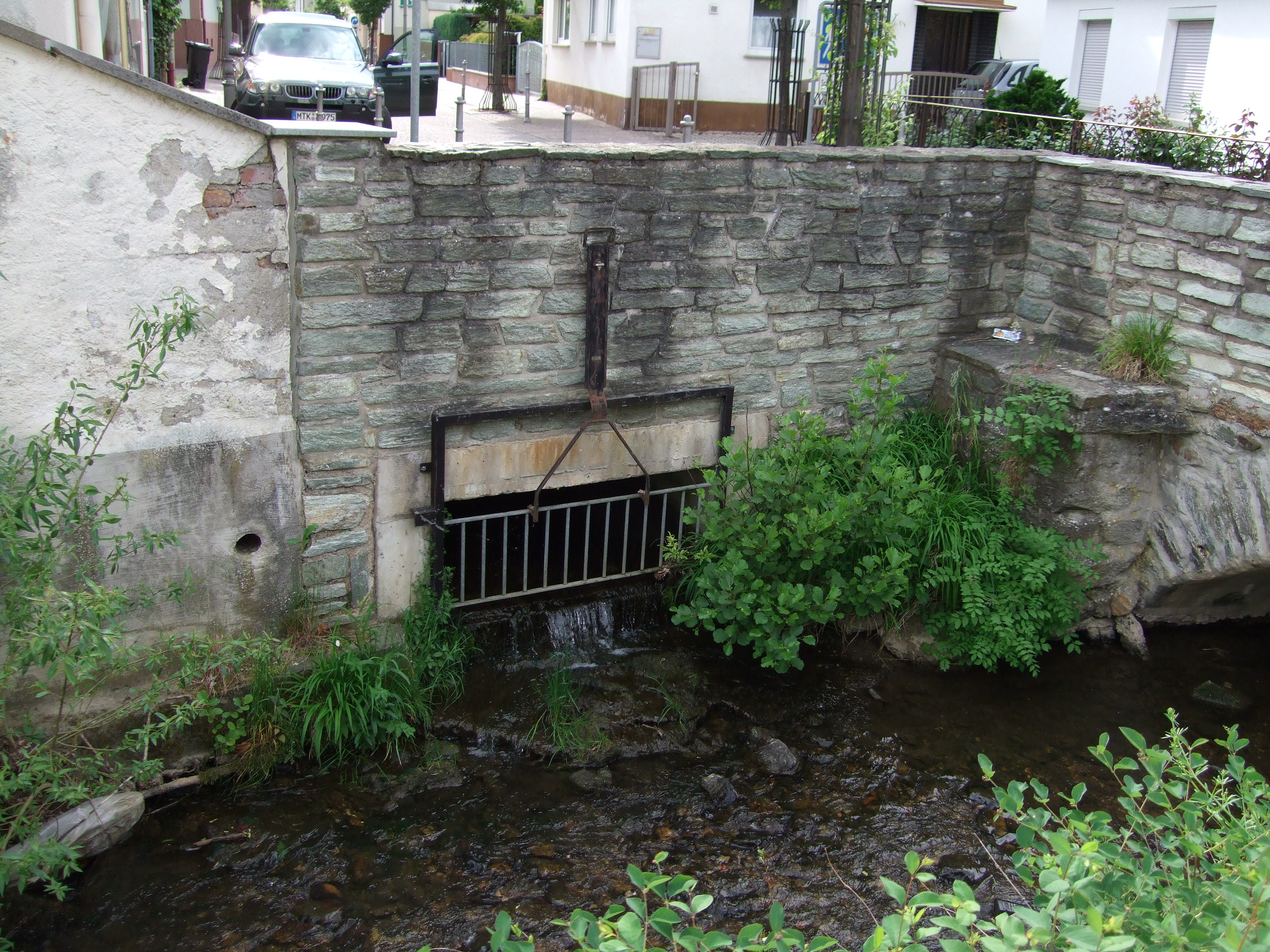
Der unterirdische Gimbach mündet in den Liederbach